# Водноелектрическа централа
Водноелектрическа централа ('съкратено ВЕЦ') е електрическа централа, използваща енергията на водна маса за произвеждане на електричество.
Водноелектрическите централи използват движението на водна маса под действието на гравитацията, като турбина превръща кинетичната енергия на падащата вода в механична. След това генератор превръща механичната енергия от турбината в електрическа.
ВЕЦ най-често са подязовирни – използват напора на водата от разположен над тях язовир. Деривационните ВЕЦ използват речни води, като напорът се създава чрез шлюзове или деривационни канали. Особен вид подязовирни ВЕЦ са помпено-акумулиращите водноелектрически централи, които имат възможност за обратно действие – използване на електрическа енергия за изпомпване на водна маса към разположения над тях язовир. По този начин те могат да балансират краткосрочни флуктуации в потреблението на електроенергия.
Водноелектрическите централи варират от съвсем малки по размер „микро-ВЕЦ-ове“ до огромни язовири, които осигуряват електричество на милиони хора. Разграничаването на малки, мини- и микро-водноелектрически централи е условно и се използва най-вече от дружествата, въпреки че е прието в почти всички страни по света класифицирането се основава на наличната инсталирана мощност. В категорията малки ВЕЦ спадат централи с инсталирана мощност равна или по-малка от 10 МW, мини ВЕЦ се наричат централите с мощност от 500 до 2000 kW, а микро ВЕЦ – до 500 kW.
Близо 30% от електричеството в световен мащаб се произвежда от различни ВЕЦ-ове и около 88% от енергията идваща от възобновяеми източници е водноелектрическа.
| Страна      | Годишна енергийна продукция (МВч) | Мощности (ГВ) | Фактор на натовареност |
| ----------- | --------------------------------- | ------------- | ---------------------- |
| Китай(2007) | 470,1                             | 145,26        | 0,37                   |
| Канада      | 350,3                             | 88,974        | 0,59                   |
| Бразилия    | 349,9                             | 69,080        | 0,56                   |
| САЩ         | 291,2                             | 79,511        | 0,42                   |
| Русия       | 157,1                             | 45,000        | 0,42                   |
| Норвегия    | 119,8                             | 27,528        | 0,49                   |
| Индия       | 112,4                             | 33,600        | 0,43                   |
| Япония      | 95,0                              | 27,229        | 0,37                   |
| Швеция      | 61,8                              | —             | -                      |
| Франция     | 61,5                              | 25,335        | 0,25                   |

| Язовир      | Страна             | Мощност (МВ) |
| ----------- | ------------------ | ------------ |
| Три клисури | Китай              | 22,500       |
| Итайпу      | Бразилия, Парагвай | 14,000       |
| Гури        | Венецуела          | 10,200       |
| Тукуруи     | Бразилия           | 8,370        |
| Гранд Кули  | САЩ                | 6809         |

Мощността на един ВЕЦ може да се изчисли приблизително със следната формула: W=-η.(m.g.Δh)=-η.((ρ.v).g.Δh). Където W e изходната използваема енергия, η – коефициента на ефективност на турбината, m – масата на водния поток в кг/сек, ρ – плътността на водата (1000 кг/куб. метър), v – обемен дебит в куб. метри в секунда, g – земното ускорение, Δh – разликата от входното и изходното ниво на водния поток.